# Kalendarium powstania warszawskiego – 1 września

## 1 września, piątek
|  |
|  |

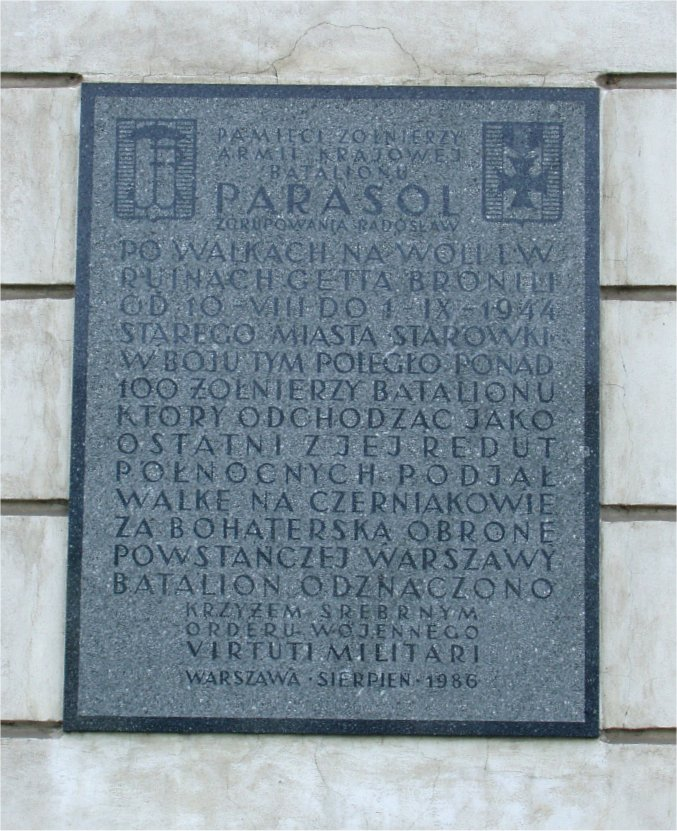
Na ścianie pałacu Krasińskich

Zakończenie ewakuacji żołnierzy i części ludności cywilnej Starówki do Śródmieścia (w rejonie Nowego Światu i przy placu Napoleona). Zaskoczenie spowodowane przez nieprzyjaciela sprawiło, że powstańcy musieli wycofać się częściowo z ulic: Freta, Bonifraterskiej, odcinka Długiej, a także Ogrodu Krasińskich, utrzymując fragmentarycznie dalszą część ulic Długiej i Freta, a także całą Mostową i Nowomiejską.
Grupa 50 żołnierzy batalionu „Zośka” dowodzonych przez Andrzeja Romockiego „Morro” przeszła ze Starówki do Śródmieścia przez Ogród Saski. Im jedynym udało się wydostać ze Starego Miasta nie przechodząc kanałami.
George Orwell napisał bezkompromisowy esej w kolumnie As I Please w „Tribune”, ostro krytykujący „podłe i tchórzliwe” zachowania prasy i inteligencji brytyjskiej w stosunku do powstania warszawskiego. Starał się w nim wyjaśnić pewne kwestie opisane w tejże prasie nie do końca zgodnie z prawdą. Wyraźnie sprzeciwiał się służalczości i uległości ludzi mediów oraz polityki wobec Rosji sowieckiej. Sądził, że współpraca tych narodów powinna opierać się na szczerości, swobodnej dyskusji i porzuceniu złudzeń; sojusz nie może się opierać na zasadzie, że „Stalin ma zawsze rację”. Uważał, że pisanie o aktualnych wydarzeniach politycznych nie należy do jego zainteresowań, lecz powstanie jest wydarzeniem, którego nie jest w stanie przemilczeć.
Dzień 1 września został ogłoszony dniem hołdu dla Polski przez gubernatorów stanów Dakota Południowa, Dakota Północna, Minnesota, Luizjana, Milwaukee, Teksas, Wisconsin, Nowy Jork i burmistrzów miast Chicago, St. Louis oraz Omaha. 52 duże sklepy Nowego Jorku przy 5th Avenue utworzyły wystawy dotyczące Polski Walczącej.
Prezydent Władysław Raczkiewicz w audycji radiowej zauważył, że „na progu szóstego roku wojny powtórzyła się tragiczna sytuacja Polski w jej walce o wolność. Warszawa walczy sama”.
Cała prasa powstańcza tego dnia pisała o wybuchu i początkach II wojny światowej, ze względu na jej piątą rocznicę przypadającą tego dnia. Wypędzony przez Niemców wraz z grupą uczonych z domu profesorów przy ul. Brzozowej 10 i zamordowany został prof. Zygmunt Batowski – polski historyk sztuki, muzeolog. Poległa Krystyna Dąbrowska.
Tego dnia Miron Białoszewski napisał w Pamiętniku z powstania warszawskiego:
Stare Miasto broni się ostatkiem sił. Ale i ludzi coraz mniej. I jeść nie ma co. Powstańcy też nie mają. A tu idzie atak. Z różnych stron. Huki. Walenia. Przebijania ostatnich piwnic. Słońce się podwyższało na niebie. Upał narastał. I te kręcenia się. I cywilów, i powstańców. Bezradność. Nie wiem, kiedy zaczęli mówić, że Niemcy wchodzą już na Freta. I że kapitulacja Starówki.